# Districtul Phrasaeng
Phrasaeng (în thailandeză พระแสง) este un district (Amphoe) din provincia Surat Thani, Thailanda, cu o populație de 63.774 de locuitori și o suprafață de 950,0 km².

## Componență
Districtul este subdivizat în 7 subdistricte (tambon), care sunt subdivizate în 74 de sate (muban).
| Nr. | Nume        | În thailandeză | Sate | Locuitori |
| --- | ----------- | -------------- | ---- | --------- |
| 1.  | I-pan       | อิปัน            | 12   | 12,162    |
| 2.  | Sin Pun     | สินปุน           | 10   | 06,726    |
| 3.  | Bang Sawan  | บางสวรรค์       | 14   | 16,774    |
| 4.  | Sai Khueng  | ไทรขึง          | 13   | 09,226    |
| 5.  | Sin Charoen | สินเจริญ         | 10   | 08,613    |
| 6.  | Sai Sopha   | ไทรโสภา        | 08   | 05,580    |
| 7.  | Sakhu       | สาคู            | 07   | 04,693    |

||  
|}